# Humberto Mauro
Humberto Mauro (Volta Grande, Minas Gerais, 30 avril 1897 - Volta Grande, 5 novembre 1983) est un réalisateur brésilien.

## Biographie
Humberto Mauro est l'aîné des enfants d'un ingénieur autodidacte d'origine italienne. Comme son père, il n'a aucune formation universitaire. Ce qui ne l'empêche pas d'être un bricoleur et un technicien aux multiples talents. Ayant étudié l'électricité grâce à des cours par correspondance, il va même jusqu'à fabriquer des postes de radio. Bientôt, avec l'aide de Pedro Comello, un artisan-photographe, il va apprendre les principes de la chimie photographique et s'initier au principe de projection d'images sur l'écran, enchaînées dans des histoires attrayantes pour le public. Réalisé avec une caméra Pathé-Baby de 9,5 mm, son premier court-métrage Valadiaó, o Cratera date de 1925. Il anime, par ailleurs, un cycle régional de production à Cataguases (Minas Gerais), commune où sa famille s'est fixée depuis 1910. Au début de 1926, il rencontre les journalistes Adhemar Gonzaga et Pedro Lima, responsables de la diffusion de la production cinématographique brésilienne dans la presse de Rio de Janeiro. De fait, son long métrage Thesouro Perdido reçoit un accueil critique important et obtient le prix de la revue Cinearte (1927). Braza Dormida (1928) et Sangue Mineiro (1930) lui permettent d'atteindre une plus grande renommée. Adhemar Gonzagua lui confie en 1930 la première production de la Cinédia, Labios sem Beijos. Ganga Bruta (1933), réalisé dans des conditions plus aléatoires, constitue le premier document important du cinéma parlant brésilien. Mais, l'échec du film conduit le réalisateur à s'éloigner de la Cinédia. Puis, il travaille ensuite  pour l'actrice et productrice Carmen Santos et la Brasil Vita Filmes : Favella dos meus amores (1935)  et  Cidade-Mulher (1936) sont deux comédies musicales, désormais perdues dans un incendie. 
C'est lors du tournage d' O Descobrimento do Brasil (1937), initialement conçu pour être un documentaire sur la découverte des terres brésiliennes, et dont la musique a été composée par Heitor Villa-Lobos, qu'Humberto Mauro fut invité à diriger l'Institut national du cinéma éducatif (INCE) avec pour devise : « Le cinéma éducatif doit être au Brésil l'école de ceux qui n'ont pas eu d'école. » Au sein de cet organisme, il mènera une activité considérable durant plus de trente années et réalisera quelque 230 documentaires didactiques. Pour Jean-Claude Bernardet, « indiscutablement, les plus sensibles, les plus beaux sont ceux de la série Brasilianas (1945-1956) où il se remémore un sertão déjà lointain, à l'écart du capitalisme récent. » Humberto Mauro réalisera d'ailleurs son dernier long métrage dans sa région du Minas Gerais, ce film, produit en 1952, s'intitulant O Canto da Saudade (Le Chant de la nostalgie).
Redécouvert au cours des années 1950, Humberto Mauro est considéré, avec Mario Peixoto, comme le père du cinéma brésilien.

## Filmographie partielle
- 1925 : Valadiao o cratera (court métrage, perdu)
- 1926 : Na primera da vida (court métrage, perdu)
- 1927 : Thesouro perdido
- 1928 : Braza dormida
- 1929 : Sangue mineiro
- 1930 : Labios sem beijos
- 1933 : Ganga Bruta
- 1933 : A Voz do Carnaval (film musical sur le Carnaval de Rio, avec une première apparition de Carmen Miranda)
- 1935 : Favella dos meus amores (perdu)
- 1936 : Cidade Muhler (perdu)
- 1937 : O Descobrimento do Brazil
- 1940 : Arjila
- 1942 : O Dragaozinho Mansao (animation)
- 1952 : O Canto da Saudade